# Сельское поселение Бариновка
Сельское поселение Бариновка — муниципальное образование в Нефтегорском районе Самарской области.
Административный центр — село Бариновка.

## Административное устройство
В состав сельского поселения Бариновка входит 1 населённый пункт:
- село Бариновка.